# 杜牧 (歌手)
杜牧（1985年5月1日—），魯凱族名萊萊‧布里旦，在2010年參加由台視以及三立所舉辦的第五屆超級偶像的比賽。在比賽的過程當中，多次選擇張惠妹歌曲來演唱，均拿下不錯的成績，並且在2011年1月29日「新仇舊恨終極對決」的單元中，以一曲「鏡子聯想曲」拿下當集比賽最高分43.2並獲得當集MVP的殊榮。
2011年2月26日「超恐怖高手來襲」的單元中，成為當集唯一一位PK獲勝的選手，於2011年4月9日正式成為本屆第三名。
2015年原住民電視台所舉辦之圓夢舞台歌唱比賽，一路關斬將以純熟的技術，拿下該節目之冠軍，並且舉辦個人電視演唱會。

## 比賽經歷
- 原視音雄榜
- 第五屆超級偶像第三名
- 原住民電視台圓夢舞台"冠軍
- 超級偶像(第八屆)踢館魔王
- 超級紅人榜 踢館魔王

## 家人
- 父親：杜俊輝，魯凱族名：賴格里昂呢‧布里旦(吉他手)
- 母親：滿書雯（駐唱歌手）

## 音樂作品

### 單曲
| 年度 | 單曲名稱   | 備註         |
| ---- | ---------- | ------------ |
| 2018 | 現在就偉大 | 與符瓊音合唱 |

### 合輯
| 專輯名稱                      | 曲目            | 預購日期  | 發行日期 |
| ----------------------------- | --------------- | --------- | -------- |
| 超偶5十強合輯《SUPER! I DO!》 | 04.讓我繼續愛你 | 2011/4/24 | 2011/5/6 |

## 外部連結
- 杜牧的微博
- 杜牧mumu | Facebook （页面存档备份，存于）

| 前任： 胡振寰 | 超級偶像季軍 2010年7月24日-2011年4月23日 | 繼任： 李松樺 |